# Школа востоковедения и африканистики
Школа востоковедения и африканистики (англ. School of Oriental and African Studies, SOAS) — подразделение Лондонского университета. Является одним из ведущих мировых учреждений, специализирующихся на изучении стран Азии и Африки.
Школа была основана в 1916 году как Школа востоковедения (School of Oriental Studies). Своё нынешнее название она получила в 1938 году.
Место расположения главного здания школы — лондонский район Блумсбери. В 1973 году в SOAS открылась большая библиотека, спроектированная архитектором Денисом Лесданом, в которой хранится более 1,2 миллионов томов.

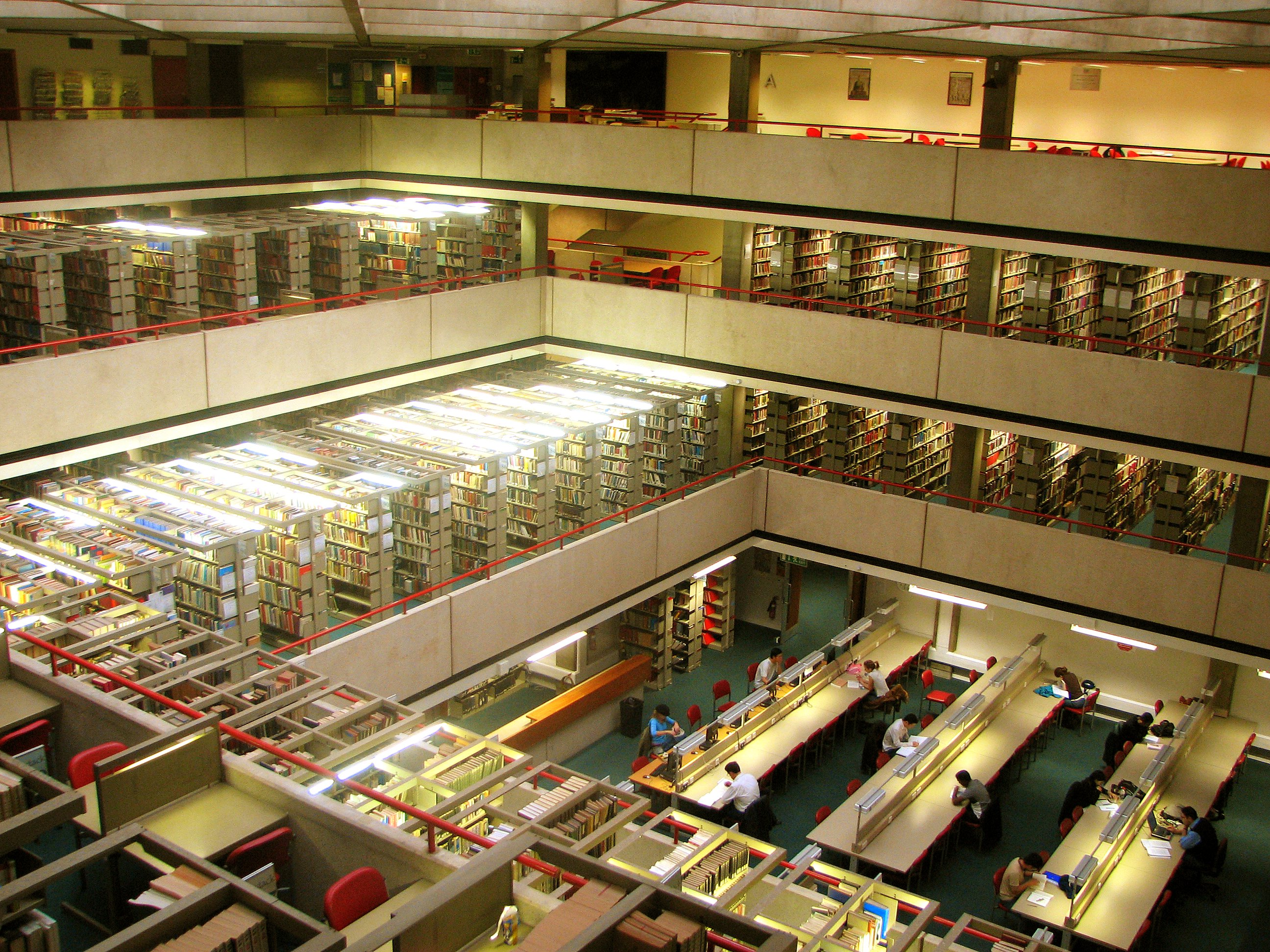
Интерьер библиотеки SOAS

В SOAS обучается более 5000 студентов, более половины которых приехали в Великобританию из других стран. Кроме того, свыше 3000 студентов по всему миру учатся в SOAS дистанционно.